# Boppard
Boppard este un oraș din landul Renania-Palatinat, Germania.